# De Danske Bomuldsspinderier
De Danske Bomuldsspinderier var en dansk virksomhed, der drev bomuldsspinderier i Odense, Vejle og København.
Historien begyndte i 1892 med etableringen af Vejle Bomuldsspinderi, som Marius Windfeld-Hansen var initiativtager til. I 1901 fusionerede spinderiet med Vejle Bomuldsfabrikker og Mogensens Spinderi i Odense. I 1906 skiftede selskabet navn til De Danske Bomuldsspinderier A/S. Året efter blev spinderiet i Odense nedlagt og erstattet af et moderne spinderi i Valby, der blev indviet i 1907. Disse bygninger, tegnet af Alfred Thomsen, findes endnu og er nu butikscentret Spinderiet.
Bomuldsspinderierne blev i 1978 solgt til forretningsmanden Jan Bonde Nielsen. Efter hans konkurs i 1980 overlevede virksomheden som en division under den københavnske tekstilkoncern B.W. Wernerfelt-Hansens aktieselskab.
Virksomhedens spinderi på Havnegade i Vejle fortsatte til år 2000, hvor det lukkede som Danmarks sidste bomuldsspinderi.